# Emil Knapp
Johann Emil Karl Friedrich Knapp (* 18. März 1886 in Lübeck; † 17. Januar 1973 ebenda) war ein deutscher Gewerkschaftsfunktionär und Politiker der SPD.

## Leben
Der Former Emil Knapp war Sohn eines Tischlermeisters und trat 1904 der SPD und der IG Metall bei. 1918 war er Mitglied des Arbeiter- und Soldatenrates in Lübeck. Der Lübecker Bürgerschaft als Landesparlament gehörte er von 1919 bis 1933 dem inneren Kern der SPD-Fraktion um Julius Leber an. 1933 wurde er sogleich von den Nationalsozialisten verfolgt, war infolgedessen arbeitslos und bis 1945 mehrfach in Haft. Der kommunalen Lübecker Bürgerschaft gehörte er von 1946 bis 1955 an und war im gleichen Zeitraum auch ehrenamtlicher Senator der Hansestadt Lübeck. Ab 1928 war Knapp Geschäftsführer der IG Metall in Lübeck und ab 1945 Vorsitzender des DGB-Ortsausschusses.

## Ehrungen
- Ehrenplakette des Senats (1955)